# Joaquín Víctor González (miejscowość)
Joaquín Víctor González – miasto w Argentynie, w prowincji Salta, siedziba administracyjna departamentu Anta. W 2011 roku miejscowość liczyła 13376 mieszkańców.
Miejscowość została nazwana na cześć argentyńskiego polityka i pisarza Joaquína Víctora Gonzáleza.